# Thomanerchor

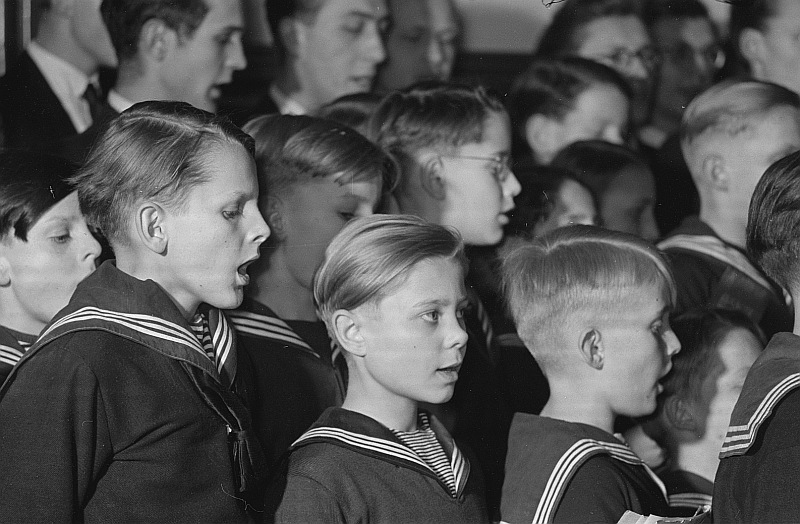
Thomaner-Chorknaben im Jahr 1953

Der Thomanerchor ist ein weltweit bekannter Knabenchor aus Leipzig mit einer mehr als 800-jährigen Chortradition. Er wurde im Jahr 1212 zusammen mit der Thomasschule gegründet und zählt nach dem Aachener Domchor, den Regensburger Domspatzen, dem Stadtsingechor zu Halle und dem Bamberger Domchor zu den fünf ältesten Knabenchören Deutschlands und Europas. Er gehörte damals zum Augustiner-Chorherrenstift des Klosters St. Thomas in Leipzig. Als Stiftskirche wurde dem Stift 1213 die spätere Thomaskirche übergeben. Die Bekanntheit des Thomanerchors als einer der ältesten Chöre überhaupt beruht auch auf dem Thomaskantorat, das durch viele bekannte Musiker und Komponisten ausgefüllt wurde, darunter ab dem Jahr 1723 Johann Sebastian Bach. Der Chor besteht aus 93 männlichen Kindern, Jugendlichen und Erwachsenen im Alter von 9 bis 18 Jahren. Diese wohnen im Internat, dem Thomasalumnat, und besuchen die Thomasschule, ein Gymnasium mit sprachlichem Profil und vertiefter musischer Ausbildung.

## Beschreibung
Traditionell stehen im Zentrum der Arbeit des Chores die Vokalwerke von Johann Sebastian Bach. Das Repertoire berührt jedoch die geistliche und weltliche Literatur praktisch aller Epochen von der Renaissance bis zur Moderne.
Als Begegnungsstätte im Leipziger Bachviertel entstand das Forum Thomanum. Mit inbegriffen in dieses sind die Lutherkirche, Thomasschule, Internat, Grundschule, Jugendherberge, Kindergarten, Verwaltungsgebäude, Probengebäude und eine unterirdische Turnhalle. Entsprechend der Konzeption zum Forum Thomanum soll es neben den Bauvorhaben auch wesentliche Veränderungen im Erziehungssystem geben.
Der Thomanerchor ist neben seiner regen Konzerttätigkeit in ganz Deutschland (mindestens zwei große Deutschlandreisen im Jahr) und seinen Auslandsreisen noch dreimal in der Woche in der Thomaskirche verpflichtet. Immer freitags 18 Uhr und samstags 15 Uhr musiziert er in den Motetten in der Thomaskirche. Sonntags singt er um 9:30 Uhr im Gottesdienst. Zu den Hochfesten der evangelischen Kirche tritt der Thomanerchor auch auf.

## Leben und Erziehung der Sänger
Die 93 Mitglieder des Thomanerchores wohnen im Alumnat in der Leipziger Hillerstraße. Sie sind nicht klassenweise untergebracht, sondern gemischt in den so genannten Stuben. Eine solche Stube stellt nicht nur eine Räumlichkeit, sondern vielmehr eine administrative Einheit mit geschlossener Hierarchie und klarer Aufgabenverteilung dar. Dabei leben immer ein oder mehrere Ältere, die Stubenältesten, mit mehreren Jüngeren zusammen in einer Stube. Dabei wohnen die Altersgruppen getrennt in verschiedenen Zimmern. Zu diesem Älteren wird ein hierarchisch und erzieherisch angelegtes Vertrauensverhältnis angestrebt. Die Erziehung im Thomanerchor erfolgt somit vorrangig durch die älteren Mitglieder und weniger durch die dortigen Erzieher (Diensthabende Inspektoren). So ist es möglich, dass über 90 Jugendliche unter einem Dach wohnen und nur von jeweils einem bis drei der insgesamt fünf Erzieher beaufsichtigt werden. Die Stuben werden jährlich neu verteilt, um ihre altersmäßige Struktur zu erhalten, aber auch sozial Einfluss nehmen zu können.
In den Stuben befinden sich die Köten (ein abschließbarer Schrank) und ein Tisch für jeden. Daneben gibt es weitere Möbelstücke und Ausrüstungsstücke, so z. B. Bücher- und Zeitungsregale, Radios, Pflanzen und Stühle. Fernseher oder Computer stehen nicht in den einzelnen Stuben. Eine Stube besteht aus mindestens vier Zimmern und einem Waschraum mit zwei Duschen. Außerdem sind Betten für bis zu drei Thomanerschüler in jedem Zimmer vorhanden.
Das Alumnat ist weiterhin mit einer Turnhalle, einem Proben- und einem Speisesaal ausgestattet. Zudem gibt es eine Nähstube für die Konzertanzüge, ein Archiv, einen Mitarbeitertrakt, Proberäume, einen Bandraum, ein Modelleisenbahnzimmer, einen Fitnessraum, einen Aufenthaltsraum für die Obernschaftler, ein Zimmer für die Redaktion der Schülerzeitung des Thomanerchors (das Kastenjournal), eine Sauna, drei Bibliotheken, einen Computerraum inklusive Internetzugang, eine Krankenstube mit isolierten Betten, einen Fernsehraum und im Erdgeschoss Toiletten für Besucher.

## Historische Aufführungspraxis
Am 21. März 2013 musizierte ein Auswahlchor der Thomaner unter Berücksichtigung der historischen Aufführungspraxis. Die Stärke der einzelnen Stimmen bestand aus drei- bis vierfach Besetzungen, die im Gegensatz zur üblichen Aufstellung des Chores vor dem Orchester am Geländer standen. Zudem sangen die Sänger aus digitalen Reproduktionen der originalen Handschriften.
Georg Christoph Biller hierzu:

„Die Bachmotetten zum Beispiel habe ich mit nur drei bis vier Vokalisten pro Singstimme besetzt und sie dann vor dem Orchester platziert – also genau umgekehrt wie bei der heute üblichen Aufstellung des Chores hinter den Instrumentalisten. Sie wurde hier im Übrigen erst 1957 von Thomaskantor Kurt Thomas eingeführt, weil er die alte Anordnung antiquiert fand. Ein halbes Jahrhundert später indes haben wir gemerkt, dass gerade die von Thomas überwundene Aufstellung den Zuhörern ein viel intensiveres Erlebnis des Chorgesangs ermöglichte: Ein kleiner Chor klingt vor dem Orchester immer transparenter, weil er nicht von den Begleitinstrumenten zugedeckt wird.“

## Geschichte

### Von der Gründung bis zur Reformation

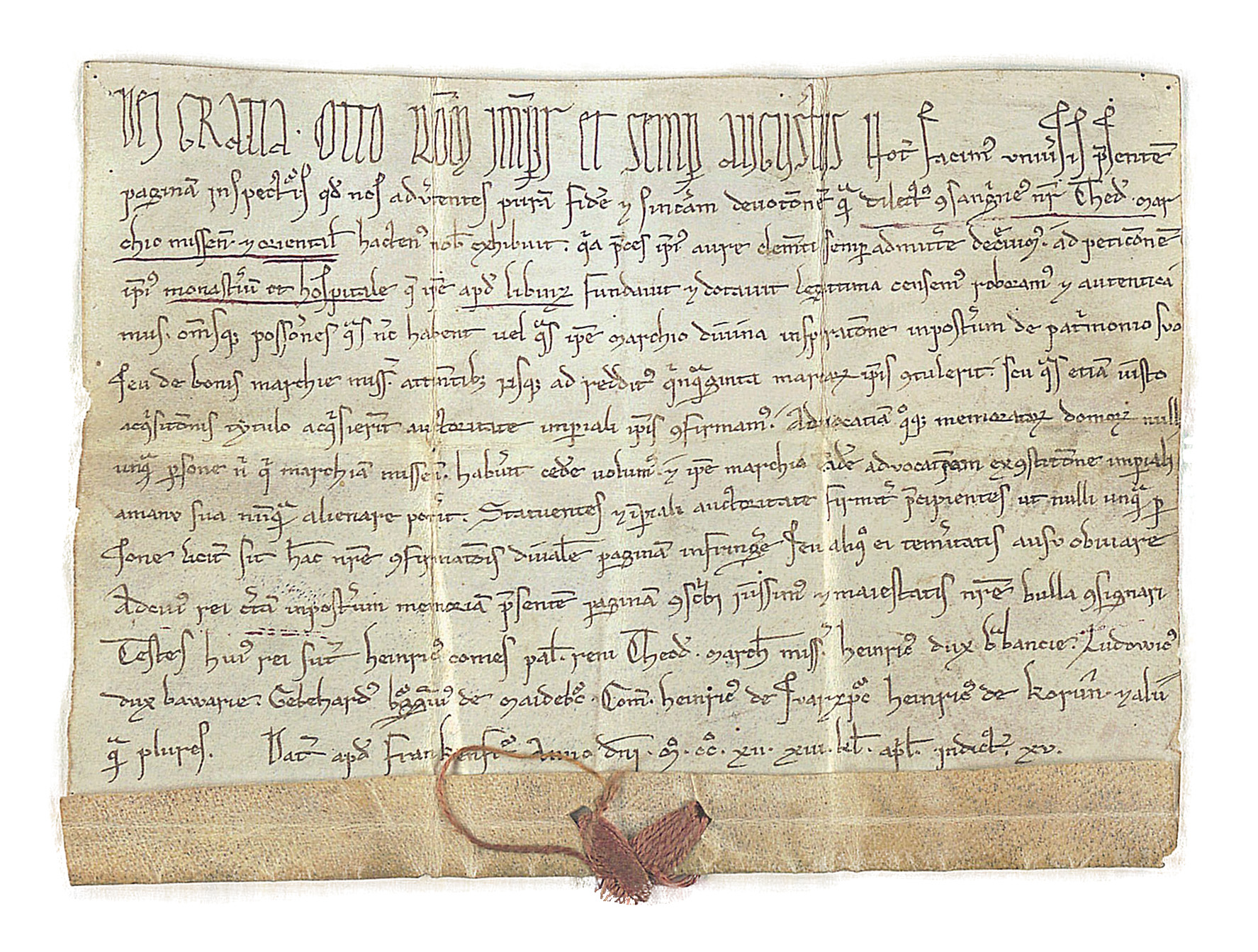
Otto IV. besiegelte am 20. März 1212 die Stiftungsurkunde des Augustiner-Chorherrenstifts zu St. Thomas.

Das Kloster St. Thomas wurde im Jahr 1212 von Dietrich dem Bedrängten gegründet. Eine am 20. März 1212 von Kaiser Otto IV. auf dem Frankfurter Reichstag besiegelte Urkunde bestätigt die Gründung. Seither gilt dieses Datum als Tag der Gründung des Chores. Zum Stift gehörte eine Klosterschule, die geistlichen Nachwuchs heranbilden sollte. Die aufgenommenen Knaben wohnten im Stift und hatten als „Gegenleistung“ den liturgischen Gesang und andere gottesdienstliche Aufgaben zu verrichten. Weiterhin mussten sie Einkünfte aus den Kurrendeumgängen zu ihrer Versorgung einbringen. Bis zur Reformation war die Anzahl der Chorschüler auf 24 begrenzt. Ab 1254 ist auch eine scola exterior belegt, die gegen ein Schulgeld den Kindern wohlhabender Leipziger Bürger zugänglich war. Daher gilt die Thomasschule als Deutschlands älteste öffentliche Schule.
Über den damaligen Schulalltag ist nur wenig bekannt. Einem Lateinlehrbuch, der Paedologia, das für die Thomasschule geschrieben worden ist, ist zu entnehmen, dass es den pauperes, den armen Chorschülern, nicht allzu gut ergangen sein kann. Neben dem Kirchendienst und dem Kurrendesingen waren sie gezwungen, für ihren Unterhalt bei verschiedenen Anlässen in den Häusern reicher Bürger zu singen oder hauswirtschaftliche Dienste zu verrichten.
Bedeutendstes Zeugnis für das musikalische Schaffen der Chorknaben vor der Reformation stellt wohl das Sankt-Thomas-Graduale (um 1300) dar. Dabei handelt es sich um einen Kodex mittelalterlicher Choralhandschriften, der eine Zusammenstellung von 88 Sequenzen sowie sämtliche Gesänge für die Hochämter beinhaltet. Die Handschrift, die vermutlich im Thomaskloster entstand, war nachweislich mindestens zweihundert Jahre in Gebrauch. Mit einem neuen Einband kam 1533 auch ein Kompendium der Musiklehre dazu. Es gibt Aufschluss darüber, welche Anforderungen an die Chorschüler gestellt wurden. Ab der Mitte des 14. Jahrhunderts ist durch Stiftungsurkunden für Messen und Altäre, die explizit die Mitwirkung von Chorschülern verlangen, bezeugt, dass die Thomaner nicht nur in St. Thomas sangen, sondern auch Dienste in der Nikolaikirche versahen. Neben dem Singen des gregorianischen Chorals im Alltag, sowie zu festlichen Prozessionen und kirchlichen Amtshandlungen, kam auch der Figuralmusik wachsende Bedeutung zu. Seit 1479 unterhielt der Rat der Stadt ein Ensemble aus Stadtpfeifern, die bei Festgottesdiensten gemeinsam mit den Thomanern musizierten.
Nach dem Tod Herzog Georgs übernahm sein Bruder Heinrich die Regierungsgeschäfte und veranlasste 1539 die Einführung der Reformation im Herzogtum. Aus diesem Anlass predigte Martin Luther am Pfingstsonntag von der Kanzel der Thomaskirche. Mit der Verbreitung der neuen Lehre begann die Säkularisation der Klöster. Sämtliche Besitztümer des Thomasstifts gingen an die Stadt über. Die Chorherren, die noch nicht aus der Stadt geflohen waren, wurden vom Rat mit einer Rente abgefunden und verließen das Kloster 1543. In diesem Jahr begann der Rückbau der Stiftsgebäude. Mit der Säkularisation ging auch die Schule sowie das Alumnat in die Verwaltung durch den Rat der Stadt über. Damit ist der Thomanerchor die älteste kulturelle Einrichtung der Stadt Leipzig.
Die erste große Künstlerpersönlichkeit, die im Zusammenhang mit dem Kloster genannt wird, ist der Minnesänger Heinrich von Morungen. Er verbrachte seine letzten Lebensjahre im Thomasstift und wurde nach seinem Tod 1222 in der Thomaskirche beigesetzt. Ob er die Funktion des Cantors übernahm, ist jedoch nicht bekannt.
Der Begriff Cantor bezeichnete zunächst nur den Vorsänger, der den gregorianischen Gesang anzustimmen und zu leiten hatte. Ebenso wurde von ihm die Unterrichtung der Schüler erwartet. Ob die frühen Kantoren, die aus der Riege der Chorherren gestellt worden sind, auch die Figuralmusik leiteten, ist nicht bekannt. Wahrscheinlich ist, dass sie diese Aufgabe an succentores (Unterkantoren) abgaben.
Georg Rhau, obwohl nur zwei Jahre Thomaskantor (von 1519 bis 1520), hinterließ deutliche Spuren in Leipzig. Das hat höchstwahrscheinlich mit dem Umstand zu tun, dass in seine Amtszeit das Streitgespräch zwischen den Theologen Martin Luther, Andreas Bodenstein und Johannes Eck, die Leipziger Disputation, fiel. Unter Rhaus Leitung eröffneten die Thomaner am 27. Juni 1519 mit einem Gottesdienst in der Thomaskirche das Treffen der großen Theologen. Dabei kam die zwölfstimmige Missa de sancto spiritu zur Aufführung, die vermutlich aus Rhaus Feder stammt. Die Disputation wurde in der Pleißenburg abgehalten, nachdem der Chor dort die Motette Veni, sancte spiritus sang. Zur Abschlussfeier der Gespräche am 15. Juli ließ Rhau die Knaben (unter Mitwirkung der Stadtpfeifer) ein Te Deum laudamus vortragen. Keines der Werke ist erhalten.

### Von der Reformation bis zur Zeit Bachs
Nach der Reformation veränderte sich das Tätigkeitsfeld für die Chorschüler nicht. Ebenso wie zuvor sangen sie bei ordentlichen Gottesdiensten sowie bei Kasualien (Trauungen, Taufen und Begräbnissen). Das Repertoire ist durch Eigenkompositionen der Thomaskantoren sowie durch Abschriften und Ankäufe von Notendrucken gewachsen und verhältnismäßig gut dokumentiert. Ulrich Lange (Thomaskantor von 1540 bis 1549) beispielsweise kaufte Sammelbände der Werke von Josquin Desprez, Jacob Obrecht, Heinrich Isaac und Adrian Willaert u. a. Seine Nachfolger ergänzten die Bestände durch Werke von Orlando di Lasso. Bemerkenswert ist eine Sammelhandschrift, die zwischen 1553 und 1560 entstand. Sie enthält zahlreiche Messen, Motetten und Hymnen von verschiedenen Komponisten, die meist nicht benannt sind. Musikwissenschaftler identifizierten einige der Werke als Schöpfungen von Musikern wie Ludwig Senfl, Josquin Desprez, Johann Walter, Heinrich Isaac, Thomas Stoltzer u. a.
Teile eines einstürzenden Turmes der Stadtbefestigung beschädigten 1546 die Thomasschule. Stadtverwaltung und Kirchenleitung ließen das alte Gebäude 1553 abbrechen einen Neubau errichteten. Dies geschah unter großer Mithilfe der Leipziger Bürgerschaft, die sich durch Spenden oder Arbeitskraft einbrachten. In diesem neuen Gebäude hatten neben den Unterrichtsräumen auch die Stuben der Alumnen sowie die Wohnung für Rektor und Kantor Platz.

### Thomanerchor zur Zeit Bachs
Der Thomanerchor bestand zu Lebzeiten Johann Sebastian Bachs aus rund 55 Schülern, die auf vier Chöre verteilt gemeinsam mit den Stadtpfeifern und einigen Kunstgeigern die Kirchenmusik in der Nikolaikirche, Thomaskirche, Neuen Kirche sowie der Peters- und Johanniskirche versehen mussten. Die Altersstruktur der Thomaner entsprach zu Bachs Zeit eher einem Jugendchor. Bei ihrer Bewerbung um ein Alumnat waren die Knaben in der Regel 13 bis 14 Jahre alt. Neben den Gesangspartien wirkten die Schüler auch als Streicher mit. Laut Bachs schriftlicher Eingabe an den Rat wurde „die 2de Violin meistens, Viola, Violoncello und Violon aber allezeit“ von Schülern gespielt. Nach neueren Forschungsergebnissen von Joshua Rifkin und Andrew Parrott waren die Chorstimmen bei konzertierenden Werken in der Regel ein- bis zweifach besetzt. Bachs eigene Werke wurden vornehmlich von der ersten Kantorei ausgeführt. Das Repertoire der anderen Kantoreien, welche unter der Leitung von Präfekten standen, bestand aus leichteren Kantaten und Motetten anderer Komponisten. Die vierte Chorgruppe beschränkte sich auf einfache Liedsätze. An den Wochentagen wurden die Schüler in je 6 Wochenkantoreien zu 8 Sängern eingeteilt, welche zu den Frühgottesdiensten wechselweise in der Thomas- und Nikolaikirche Motetten in solistischer Vokalbesetzung sangen. Geleitet wurden diese Kantoreien durch Chorpräfekten vom Cembalo aus. Zur Unterstützung des Basses wurde ein Kontrabass hinzugezogen. Auf dem Programm standen in der Regel Chorwerke aus dem Florilegium Portense von Erhard Bodenschatz. Dieses bestand aus vorwiegend achtstimmigen lateinischen Motetten und war in neun Stimmbüchern (mit Generalbassstimme) herausgegeben.
Zur Zeit Bachs standen dem Thomanerchor verschiedene Tasteninstrumente für Proben und Aufführungen zur Verfügung. In der Sekundanerstube der Thomasschule stand von 1685 bis 1756 ein feststehendes Orgelpositiv zu vier Registern im Chorton. 1720 wurde unter Kuhnau ein tragbares Positiv im Kammerton mit drei Registern in Form eines Tresors angeschafft, welches insbesondere für Haustrauungen gedacht war. In allen drei Leipziger Hauptkirchen standen zudem Cembali zur Begleitung zur Verfügung. In den Rechnungsbüchern der Thomaskirche sind Anschaffung und Unterhalt des Cembalos von 1672 bis 1806 dokumentiert, in der Nikolaikirche von 1709 bis 1802.

### Entwicklung bis 1918
Nach dem Tod Bachs, des berühmtesten Thomaskantors, folgten im Kantorat bedeutende Persönlichkeiten wie Johann Friedrich Doles, Johann Adam Hiller und Moritz Hauptmann. Gegen Ende des 19. Jh. wurde die Thomasschule neben der Thomaskirche abgerissen, und der Thomanerchor zog in die Hillerstraße im heutigen Leipziger Bachviertel um.

### Geschichte ab 1918
Seit 1920 unternahm der Thomanerchor erfolgreiche Reisen ins Ausland. Initiator der ersten Reise war der damalige Thomaskantor Karl Straube, der in Zusammenarbeit mit dem Leiter der Kulturabteilung des Auswärtigen Amts Johannes Sievers die Tournee einfädelte. 1928 fand die erste Schallplattenaufnahme des Chores für die Deutsche Grammophon Gesellschaft statt. Eine weitere Aufnahme fand 1930 statt. Das Projekt sämtliche Bach-Kantaten im Radio aufzuführen wurde durch die MIRAG ab 1931 durchgeführt. Aufgrund von finanziellen Schwierigkeiten wurde es erst 1937 beendet. Die sonntäglichen Rundfunkaufführungen, die reichsweit und teilweise auch europaweit gesendet wurden, trugen zur überregionalen Bekanntheit der Thomaner bei.

### Zeit des Nationalsozialismus
Im November 1937 wurde der Thomanerchor bei den Reichsmusiktagen der Hitlerjugend in Stuttgart in die Hitlerjugend als eigenes Fähnlein eingegliedert. Der Chor war direkt der Reichsjugendführung unterstellt. Die Thomaner hatten somit gegenüber dem Dresdner Kreuzchor und den Regensburger Domspatzen eine Sonderstellung innerhalb der Hitlerjugend. Bei Auftritten außerhalb von Kirchenauftritten musste der Chor in der Uniform des Jungvolks auftreten. Es gelang Straube und seinem Nachfolger Günther Ramin jedoch, nationalsozialistisches Gedankengut so weit wie möglich vom Chor fernzuhalten, und zwar gerade auch aus dem Repertoire des Chores, indem sich vor allem Ramin schon früh nach seinem Amtsantritt 1939 auf das geistliche Programm des Chors spezialisierte. Zugleich passte sich Ramin an, indem er akzeptierte, dass Judaismen aus den Liedtexten eliminiert wurden. Der 1941 unternommene Versuch, den Thomanerchor im Musischen Gymnasium Leipzig aufgehen zu lassen, scheiterte aus unterschiedlichen Gründen. Ramin überwarf sich mit dem staatlichen Leiter Hiller und reichte Anfang 1943 seinen Rücktritt von der künstlerischen Leitung ein. Damit war das Ziel der Nationalsozialisten, das Thomaskantorat an die Leitung des Musischen Gymnasiums zu koppeln, gescheitert und damit auch der Plan, den Thomanerchor von seinen kirchlichen Bindungen stärker zu lösen. Gegen Ende des Krieges versuchte Ramin, die zwangsweise Einziehung zur Wehrmacht für die Thomaner so lange wie möglich hinauszuzögern, mit der Begründung, sonst bliebe die Singfähigkeit nicht erhalten. Weiterhin zählt zu den Leistungen dieser beiden Kantoren die starke Neuaufbereitung der Bachpflege, die durch Straube begonnen und von Ramin weitergeführt wurde.

### Exil 1943–1945 in der Fürstenschule Grimma
Bei den Bombenangriffen der Alliierten auf Leipzig am 4. Dezember 1943 wurde auch das Alumnat des Thomanerchores in der Hillerstraße stark beschädigt, ein Bombentreffer machte das Bewohnen unmöglich. Bereits am folgenden Tag – am Sonntag, dem 5. Dezember 1943 – kamen Kantor Günther Ramin und sein Chor in Grimma unter: Ausweichquartier wurde das Alumnat der Fürstenschule zu Grimma – letztlich für 18 Monate. Aus Grimma reisten die Thomaner – unter ihnen auch Reiner Süß, der davon in seiner Autobiographie erzählt – regelmäßig nach Leipzig zu ihren Motetten-Aufführungen und zu zahlreichen Auftritten vielerorts in Deutschland.
Am 18. Dezember 1993 sangen die Thomaner erneut in der Frauenkirche Grimma – sie erinnerten mit Bachs Weihnachtsoratorium an ihr Konzert in derselben Kirche mit demselben Musikwerk auf den Tag genau vor 50 Jahren und an jene anderthalb Jahre, als die Muldestadt den Thomanern Heimat war.

### Nach dem Zweiten Weltkrieg bis zum Ende der DDR
In den Zeiten der DDR wurden einige bedeutende Schallplattenaufnahmen getätigt, herausragend v. a. die Aufnahmen der Bachschen Kantaten unter Hans-Joachim Rotzsch in den 1970er Jahren. Rotzsch trat 1991 zurück, nachdem seine IM-Tätigkeit für die Staatssicherheit bekannt geworden war.

### Seit 1992
1992 wurde Hermann Max, ein Spezialist für Historische Aufführungspraxis, zum neuen Thomaskantor gewählt, was dann durch die Thomaner verhindert wurde. Sven Möhring, ehemaliger Thomasschüler schrieb laut Leipziger Volkszeitung, „durch den Einsatz der Thomasser“ wäre „Unheil vom Chor abgewendet“ worden.
Von 1992 bis zum 1. Februar 2015 leitete dann Georg Christoph Biller den Chor, als 16. Thomaskantor nach Bach. Mit dem Forum Thomanum suchte er langfristig die Zukunft und Qualität des Chores zu sichern und gleichzeitig die Thomasschule Leipzig als international führende Schule mit Schwerpunkt Musik zu etablieren. Gotthold Schwarz, der schon mehrfach den Thomanerchor zeitweise leitete und sich nicht für das Thomaskantorat beworben hatte, wurde am 23. Mai 2016 nach der Beendigung des Auswahlverfahrens durch die Findungskommission dem Leipziger Stadtrat als 17. Thomaskantor nach Bach vorgeschlagen und am 20. August 2016 in das Amt eingeführt. Im September 2019 wurde entschieden, erstmals ein Mädchen zum Vorsingen einzuladen. Im Dezember 2020 wurde Andreas Reize mit Amtsantritt im September 2021 zum neuen Thomaskantor gewählt.

### 2021: Kontroverse um die Neubesetzung der Kantorenstelle
In einem offenen Brief forderte am 19. März 2021 die Obernschaft des Chores die Berufung David Timms zum neuen Thomaskantor. Andreas Reize sei „auf keinen Fall“ geeignet. Er habe „bei fehlenden Einsätzen, falschen Tönen und Intonationsproblemen nicht sofort eingegriffen und diese Dinge auch nicht benannt und ausgebessert“, er sei „nett, aber schlecht“. Leipzigs Kulturbürgermeisterin Skadi Jennicke äußerte sich, sie sähe für den Fall einer Absage von Reize einen größtmöglichen Schaden für den Chor, man bräuchte auf Generationen hinaus international nicht mehr nach einem Kandidaten für den prinzipiell glanzvollsten Kirchenmusiker-Posten der Welt zu suchen. Der ehemalige Pfarrer der Thomaskirche, Christian Wolff, schrieb in einem Blogbeitrag zu dem Thema. Der Thomanerchor bedürfe dringend eines Neuanfangs, zudem heißt er Andreas Reize „herzlich willkommen“. Die Thomaspfarrei meldete sich ebenfalls zu Wort. Es gebe keinen Zweifel am Vorschlag der Auswahlkommission, man stehe hinter Herrn Reize und freue sich auf eine „ideenreiche, verlässliche und konstruktive Zusammenarbeit“. Der Journalist Peter Korfmacher kommentierte zu den Hintergründen der Auseinandersetzung: „Thomasser wollen ganz offenkundig niemanden von draußen“. Martin Petzold, seit 26 Jahren Stimmbildner der Thomaner, fand die Vorwürfe gegenüber Reize „haltlos“. Reize könne alle Stimmlagen vorsingen und sei ein sportlich durchtrainierter Triathlon-Kämpfer, er habe viele Qualitäten, man sei „glücklich mit ihm“ gewesen. Der Journalist Claus Fischer äußerte sich am 23. März 2021 im MDR, dass laut der Findungskommission unter Christfried Brödel Andreas Reize ein „enormes pädagogisches Geschick im Umgang mit den jüngeren Thomanern bewiesen“ habe. „Die seien mehrheitlich fasziniert gewesen von ihm“. David Timm teilte in einem Brief mit, er stehe nicht zur Verfügung, das Berufungsverfahren sei korrekt gewesen. Christfried Brödel bemerkte zu den Vorwürfen der nicht erkannten Intonationsfehler der Sänger, Reize sei bewusst nicht eingeschritten, um die Schüler nicht zu überfordern. Am 28. März schrieb Peter Korfmacher in der Leipziger Volkszeitung, es gehe beim Wechsel im Thomaskantorat nicht nur um Musik, „sondern auch um die Neubewertung von Traditionen“. „Entscheidende aufführungspraktische Impulse“ seien über Jahrzehnte nicht aus Leipzig gekommen und seien „erst spät ernst- und aufgenommen“ worden.
Am 31. März 2021 meldete sich auch der ehemalige Thomaskantor Georg Christoph Biller in der Leipziger Volkszeitung zu Wort. Es wäre besser gewesen, „die Thomaner gleichberechtigt zu beteiligen“. Er sei überdies überzeugt, dass ein Verfahren, in dem die Thomaner stimmberechtigt gewesen wären, „auch nicht zu einem anderen Ergebnis geführt hätte“. Der briefliche Hilferuf sei für den Ex-Thomaskantor „völlig überraschend“ gekommen. Er könne sich das „nicht anders erklären, als dass jemand den Jungs diesen Floh ins Ohr gesetzt hat“. „Nun müssen auch die Thomaner selbst einen Schritt auf den neuen Thomaskantor, auf ihren neuen Geschäftsführer und auch auf die Stadt zugehen“.
Im Oktober 2022 teilte Andreas Reize mit, die Stimmung im Chor sei inzwischen gut und man habe zu einer guten Zusammenarbeit gefunden.

### Jüngste Entwicklung
Im Oktober 2022 feierte das Forum Thomanum sein 20-jähriges Bestehen.

## Auszeichnungen
- 2014: Aufnahme in das Bundesweite Verzeichnis des immateriellen Kulturerbes[38]
- 2014: Preis der Europäischen Kirchenmusik[39]
- 2012: ECHO Klassik (Sonderpreis)[40]
- 2012: Leibniz-Ring-Hannover[41]
- 2012: Internationaler Mendelssohn-Preis zu Leipzig[42]
- 2011: Royal Academy of Music / Kohn Foundation Bach Prize[43][44]
- 2002: Brahms-Preis der Brahms-Gesellschaft Schleswig-Holstein[45]
- 2002: ECHO Klassik[46]
- 2001: Europäischer Kulturpreis Pro Europa / Europäischer Chorpreis
- 1999: Bild-Osgar
- 1994: Förderpreis der Ernst von Siemens Musikstiftung
- 1990: Zugname Thomaner bei einem Städteexpress-Zugpaar der Deutschen Reichsbahn
- 1987: Vaterländischer Verdienstorden in Gold
- 1985: Osaka-Musikpreis
- 1976: Erich-Weinert-Medaille
- 1974: Kunstpreis der Stadt Leipzig
- 1954: Vaterländischer Verdienstorden in Silber

## Bekannte ehemalige Thomaner
(Sortierung nach Geburtsdatum)
- Martin Rinckart (1586–1649), Dichter, Theologe und Kirchenmusiker
- Carl Philipp Emanuel Bach (1714–1788), Komponist aus der Familie Bach
- Carl Gottlieb Reißiger (1798–1859), Dresdner Hofkapellmeister, Komponist
- Georg Fritz Weiß (1822–1893), Opernsänger, Schauspieler, Übersetzer
- Wolfgang Rosenthal (1882–1971), Kieferchirurg
- Günther Ramin (1898–1956), Thomaskantor 1940–1956, Organist, Komponist
- Erich Ebermayer (1900–1970), Schriftsteller
- Erhard Mauersberger (1903–1982), Thomaskantor 1961–1972
- Erich Schmidt (1910–2005), Meißener Domkantor
- Hermann Mau (1913–1952), Historiker
- Ekkehard Tietze (1914–1995), Kirchenmusiker, Thomaskantor interim 1956–1957
- Hans-Olaf Hudemann (1915–1984), Sänger (Bass) und Musikwissenschaftler
- Carlernst Ortwein (1916–1986), Musiker, Komponist
- Horst Karl Hessel (1916–2006), Komponist, Organist und Chorleiter
- Erich Hartmann (1920–2020), Kontrabassist, Komponist, Musikprofessor
- Hans Otto (1922–1996), Organist, Cembalist und Kantor
- Reinhard Goerdeler (1922–1996), Rechtsanwalt und Wirtschaftsprüfer
- Christoph Hohlfeld (1922–2010), Musiktheoretiker und Komponist
- Thomas Christian David (1925–2006), österreichischer Komponist und Dirigent
- Carl Theodor Hütterott (1926–2023), Schulmusiker, Komponist
- Traugott Timme (1927–2006), Kirchenmusiker
- Diethard Hellmann (1928–1999), Kirchenmusiker
- Georg Jelden (1928–2004), Sänger (Tenor, Bariton)
- Rolf Kruse (1928–2010), Mediziner
- Hannes Kästner (1929–1993), Organist
- Dietrich Knothe (1929–2000), Dirigent, Chorleiter
- Christoph von Dohnányi (* 1929), Dirigent
- Alexander Meyer von Bremen (1930–2002), Pianist, Komponist, Arrangeur und Musikpädagoge
- Reiner Süß (1930–2015), Kammersänger (Bass)
- Hanns-Martin Schneidt (1930–2018), Dirigent
- Ernst Petzold (1930–2017), Theologe und Pfarrer
- Bernhard Klee (* 1936), Dirigent und Pianist
- Siegfried Pank (* 1936), Cellist, Gambist
- Andreas Roland Grüntzig (1939–1985), Kardiologe
- Wolfgang Balzer (* 1941), Dirigent
- Jürgen Golle (* 1942), Komponist
- Klaus-Jürgen Teutschbein (* 1944), Kirchenmusiker, Chorleiter
- Hans-Jürgen Beyer (* 1949), Schlagersänger
- Martin Christian Vogel (* 1951), Theologe und Sänger
- Christian Kunert (* 1952), Liedermacher, Musiker
- Gotthold Schwarz (* 1952), Sänger (Bassbariton), Dirigent, Thomaskantor 2016–2021
- Jörg-Peter Weigle (* 1953), Dirigent
- Matthias Weichert (* 1955), Sänger
- Detlef Pollack (* 1955), Soziologe
- Martin Petzold (1955–2023), Tenor, Kammersänger, Opernsänger
- Georg Christoph Biller (1955–2022), Thomaskantor 1992–2015
- Stefan Altner (* 1956), Musiker, Musikwissenschaftler und -manager
- Michael Gläser (* 1957), Sänger und Chorleiter
- Claudius Böhm (* 1960), Bibliothekar und Autor
- Martin Krumbiegel (* 1963), Sänger (Tenor)
- Albrecht Sack (* 1964), Sänger (Tenor)
- Tobias Künzel (* 1964), Sänger, Popmusiker
- Sebastian Krumbiegel (* 1966), Sänger, Popmusiker
- David Timm (* 1969), Pianist, Organist, Chorleiter, Jazzmusiker, Universitätsmusikdirektor Leipzig
- Christoph Genz (* 1971), Sänger (Tenor)
- Stephan Genz (* 1973), Sänger (Bariton)
- Ludwig Böhme (* 1979), Sänger (Bariton), Chordirigent Windsbacher Knabenchor, ehm. Calmus Ensemble
- Friedrich Praetorius (* 1996), Dirigent
- Sebastian Heindl (* 1997), Organist

 Ensembles ehemaliger Thomaner 
- Calmus Ensemble Leipzig
- Die Prinzen
- Ensemble Amarcord
- Ensemble Nobiles
- Ensemble Thios Omilos
- Fimmadur
- Ensemble Conversalis
- voicemade ensemble
- Vokalensemble Consortium Vivente

## Filmographie
Porträts
- Die Thomaner – Ein Tag im Thomas-Alumnat. Dokumentarfilm. Deutschland 1941. Regie, Aufnahme und Bearbeitung vom 16 Jahre alten Thomaner Fritz Spiess.
- Die Thomaner. Dokumentarfilm. DDR 1979. Regie: Lew Hohmann.
- 800 Jahre Thomanerchor. Dokumentarfilm. Deutschland 2012. MDR Fernsehen.
- Die Thomaner – Herz und Mund und Tat und Leben. Dokumentarfilm. Deutschland 2012. Regie: Paul Smaczny, Günter Atteln.[47]
- Weihnachten bei den Thomanern auf YouTube (arte-Dokumentarfilm. Deutschland 2012).
- Singen Xtreme - Ben trifft die Thomaner KiKA live vom 25. November 2015
- Der Thomanerchor - Leben für die Musik auf YouTube (360° GEO-Reportage. Deutschland 2017).
- 800 Jahre Thomaner zwischen Chorgeist und Freiheitsdrang auf YouTube (zdfinfo Dokumentarfilm 2017).

Hintergrund
- Das fliegende Klassenzimmer. Literaturverfilmung. Deutschland 2003. Regie: Tomy Wigand.
- Paul Gerhardt – Geh aus mein Herz. Mit dem Thomanerchor Leipzig. Dokumentarfilm. Deutschland 2007. Regie: Gerold Hofmann.[48]